# Mamadu Ture Kuruma
Mamadu Ture Kuruma (1947. április 26. –) bissau-guineai katonatiszt, dandártábornok, 2012-ben egy hónapig az országot vezető katonai junta feje.